# 米尔扎马哈茂德·穆萨哈诺夫
米尔扎马哈茂德·米尔扎拉赫曼诺维奇·穆萨哈诺夫（俄语：Мирзамахмуд Мирзарахманович Мусаханов，1912年10月9日（格里历：10月22日）—1995年1月5日），乌兹别克族，苏联党和国家领导人。曾任乌兹别克苏维埃社会主义共和国轻工业部副部长；轻工业和食品工业部长；国家计划委员会主席；部长会议副主席；总工会主席、党组书记；最高苏维埃主席、国家监察委员会主席、塔什干州委第一书记等职务。

## 生平
- 1912年10月9日（格里历：10月22日）生于塔什干。父亲米尔扎拉赫曼·穆萨哈诺夫是苏联革命者，1923年任突厥斯坦苏维埃社会主义共和国内政人民委员。1937年毕业于莫斯科纺织学院。
- 1937年-1948年，费尔干纳纺织厂车间领班、纺纱部部长、纺织厂总工程师。1943年加入联共（布）。
- 1948年-1949年，乌兹别克苏维埃社会主义共和国轻工业部副部长、第一副部长。
- 1949年-1951年，塔什干纺织厂厂长。
- 1951年-1953年，乌兹别克苏维埃社会主义共和国轻工业部部长。
- 1953年，乌兹别克苏维埃社会主义共和国轻工业和纺织部部长。
- 1953年-1955年，乌兹别克苏维埃社会主义共和国部长会议工作。
- 1955年-1956年8月，乌共塔什干州委书记。
- 1956年8月-1957年，乌兹别克苏维埃社会主义共和国国家计划委员会主席。
- 1957年-1958年，乌兹别克苏维埃社会主义共和国部长会议副主席。
- 1958年，乌共塔什干州委书记。
- 1958年-1959年3月，乌兹别克苏维埃社会主义共和国总工会主席。
- 1959年3月-1961年5月，乌兹别克苏维埃社会主义共和国总工会书记。
- 1961年4月-1965年12月，乌共中央委员会书记。期间，1961年4月-1963年3月，乌兹别克苏维埃社会主义共和国最高苏维埃主席。1962年12月-1965年12月，乌兹别克苏维埃社会主义共和国国家监察委员会主席兼部长会议副主席。
- 1965年12月-1970年3月，乌兹别克苏维埃社会主义共和国部长会议第一副主席。
- 1970年1月-1985年1月，乌共塔什干州委第一书记。
- 1985年1月起退休，享受塔什干市联邦养老金待遇。
- 退休后卷入乌兹别克棉花案，1987年8月20日被捕。1990年2月2日被塔吉克苏维埃社会主义共和国最高法院判处有期徒刑6年。同一法院在1992年4月24日的第4-18-92 号判决书中宣布证据不足，决定结案并撤销判决。穆萨哈诺夫获释，在塔什干居住。
- 1995年1月5日于塔什干逝世，享年82岁。

穆萨哈诺夫是苏共21-26大代表；第22-24届中央候补委员，第25-26届中央委员；第7届苏联最高苏维埃民族院代表，第9-11届苏联最高苏维埃联盟院代表；第4-7届乌兹别克苏维埃社会主义共和国最高苏维埃代表。

## 荣誉
- 社会主义劳动英雄称号（1976）
- 五次列宁勋章（1971,1972,1976,1980,1982）
- 十月革命勋章（1973）
- 三次劳动红旗勋章（1950,1957,1965）
- 荣誉勋章（1944）
- 纪念列宁诞辰一百周年奖章
- 1941-1945年伟大卫国战争胜利二十周年奖章
- 1941-1945年伟大卫国战争胜利三十周年奖章
- 1941-1945年伟大卫国战争胜利四十周年奖章
- 1941-1945年伟大卫国战争中忘我劳动奖章
- 退休劳动者奖章

以上荣誉于1991年7月16日被剥夺。